# Esther Barrugués
Esther Barrugués Alvina  (ur. 16 maja 1980 w Barcelonie) – andorska strzelczyni, uczestniczka igrzysk olimpijskich.
W 2016 wystąpiła na letnich igrzyskach olimpijskich w Rio de Janeiro. Rywalizowała w konkurencji z karabinem pneumatycznym z odległości 10 metrów. Rywalizację zakończyła na kwalifikacjach (51. miejsce).
Trenowała w klubie Club Andorra Tir Precisio.